# Elke Schall
Elke Schall (Speyer, 19 juli 1973) is een Duits professioneel tafeltennisspeelster. Ze werd samen met haar landgenote Nicole Struse in zowel Bratislava 1996 als Eindhoven 1998 Europees kampioen dubbelspel. Op beide EK's won ze met de Duitse vrouwenploeg tevens goud in het landentoernooi.
Schall bereikte in oktober 2005 haar hoogste positie op de ITTF-wereldranglijst, toen ze 29e stond.

## Sportieve loopbaan
Schall komt sinds 1991 uit op internationale (senioren)toernooien, toen ze debuteerde op het wereldkampioenschap in Chiba. Aan het WK 1997 in Manchester hield ze een bronzen medaille over, behaald met het Duitse nationale team in het landentoernooi. Met de nationale selectie haalde ze eerder een zilveren plak op de WTC-World Team Cup 1994.
Schall stond behalve in 1996 en 1998 ook in zowel 2000 als 2002 in de finale van het WK-toernooi voor landenploegen. Ditmaal leverde dat zilver op, na nederlagen tegen Hongarije en vervolgens Roemenië. De Duitse plaatste zich in 2000, 2003, 2004, 2006, 2007 en 2008 voor de Europa Top-12, waar vijfde plaatsen in '03 en '04 haar beste resultaten waren.
Schall speelt sinds 1996 internationale toernooien in het kader van de ITTF Pro Tour. Ze won daarop in 1999 het dubbelspel van de Kroatië Open. In de dubbelspelen van het Engeland Open 1997, Korea Open 2004 en Duitsland Open 2009 was ze verliezend finaliste. In 2005 kwalificeerde de Duitse zich voor de ITTF Pro Tour Grand Finals enkelspel, waarop ze tot de laatste zestien kwam. Schall kwam namens Duitsland deel aan de Olympische Spelen van 1992, 1996, 2000, 2004 en 2008.
Schall speelde in clubverband onder meer competitie voor TV Busenbach in de Duitse Bundesliga.